# Balta godeffroyi
Balta godeffroyi är en kackerlacksart som först beskrevs av Robert Walter Campbell Shelford 1911.  Balta godeffroyi ingår i släktet Balta och familjen småkackerlackor. Inga underarter finns listade.